# Expressão matemática
Expressão matemática é uma combinação de números, operadores, variáveis livres ou ligadas e símbolos gráficos (como colchetes e parênteses), agrupados de forma significativa de modo a permitir a verificação de valores, formas, meios ou fins.
Há uma diferença, no entanto, entre expressões numéricas e expressões algébricas; as expressões numéricas possuem apenas números e as algébricas possuem números e letras ou apenas letras conforme Andrini.

## Expressão numérica
"Numérica" remete a números. Portanto, expressão numérica é: "Qualquer número ou série de números bem formulados em uma teoria particular." Por exemplo: "8"  é uma expressão e subsequentemente um monômio porque contem um termo só; 8 + 5 - 3 é também uma expressão, mais especificamente uma série de expressões bem formuladas e subsequentemente é um polinômio pois contém mais de um termo.

## Expressão algébrica
Um caso particular é uma expressão algébrica,  geralmente utilizado para monômios ou polinômios. A expressão algébrica quer dizer uma mistura de números e letras. Por exemplo, se você compra 1 caneta, 2 lápis e 1 borracha pode ser representado da seguinte maneira: {\displaystyle 1y+2x+1r.}

## Monômio ou termo algébrico
Termo algébrico ou monômio é toda expressão algébrica racional inteira que indica uma multiplicação entre números e variáveis (as letras) ou apenas entre variáveis. Em geral, um termo algébrico é formado por uma parte numérica, que é chamada de coeficiente, e de uma parte literal constituída pelas letras e seus expoentes. Por exemplo: a) 7x é um termo algébrico com 7 representando o que se chama de coeficiente e x representando o que se chama de parte literal; b) - 5x²y é um monômio com -5 representando o coeficiente e x²y representando a parte literal.
Observação importante: qualquer número real pode ser chamado de monômio sem parte literal.

## Polinômios
"É a soma de vários fatores que estão indicados mediante números e letras, p. exemplo: 4x² + 2x - y." Chamando-vos a atenção de que o termo "fatores" vem da palavra "fator". Fator remete à multiplicação, por exemplo: 4 x 2 = 8 ; "4" e "2" são os fatores e o "8" é o produto resultante.
Polinômio é toda expressão algébrica que representa um monômio ou uma soma algébrica de monômios.
Os polinômios de um só termo são chamados monômios ; os de dois termos , binômios , e os de três termos, trinômios.Os polinômios com mais de três termos não recebem denominação específica.
O polinômio formado por monômios nulos é o polinômio nulo.Exemplo: 0x²+0mn+0.

## Coeficiente
É "um multiplicador constante ou numérico de variáveis em um termo algébrico".(collins)

## Parte literal
É toda variável (ou letra) em um cálculo algébrico.